# Glomera similis
Glomera similis är en orkidéart som beskrevs av Johannes Jacobus Smith. Glomera similis ingår i släktet Glomera och familjen orkidéer. Inga underarter finns listade i Catalogue of Life.